# Joss Whedon
Joss Whedon, född 23 juni 1964 i New York, är en amerikansk regissör, manusförfattare och film- och TV-producent. 
Han har bland skrivit manus till och regisserat TV-serierna Buffy och vampyrerna, Angel och Firefly. Buffy och vampyrerna är delvis baserad på filmen Buffy vampyrdödaren från 1992. Joss Whedon skrev även manuset till filmen. Han är även skaparen av långfilmerna Alien återuppstår och Serenity samt har skrivit manus till tecknade serier med X-Men.

## Filmografi
| År   | Filmtitel                          | Krediterad som  | Krediterad som | Krediterad som | Noter                          |
| År   | Filmtitel                          | Manusförfattare | Regissör       | Producent      | Noter                          |
| ---- | ---------------------------------- | --------------- | -------------- | -------------- | ------------------------------ |
| 1992 | Buffy vampyrdödaren                | Ja              |                |                |                                |
| 1994 | Getaway - rymmarna                 | Ja              |                |                | medskrivare                    |
| 1994 | Speed                              | Ja              |                |                | medskrivare                    |
| 1995 | Waterworld                         | Ja              |                |                | medskrivare                    |
| 1995 | Toy Story                          | Ja              |                |                | medskrivare                    |
| 1997 | Alien återuppstår                  | Ja              |                |                |                                |
| 2000 | Titan A.E.                         | Ja              |                |                | medskrivare                    |
| 2000 | X-Men                              | Ja              |                |                | treatment                      |
| 2001 | Atlantis – En försvunnen värld     | Ja              |                |                | treatment                      |
| 2005 | Serenity                           | Ja              | Ja             |                |                                |
| 2011 | Thor                               |                 |                |                | Regisserat post-credits-scenen |
| 2011 | Captain America: The First Avenger | Ja              |                |                | medskrivare                    |
| 2012 | The Cabin in the Woods             | Ja              |                | Ja             | medskrivare                    |
| 2012 | The Avengers                       | Ja              | Ja             |                |                                |
| 2012 | Much Ado About Nothing             | Ja              | Ja             | Ja             |                                |
| 2014 | In Your Eyes                       | Ja              |                | Ja             |                                |
| 2015 | Avengers: Age of Ultron            | Ja              | Ja             |                |                                |
| 2017 | Justice League                     | Ja              | Ja             |                |                                |

| År        | Titel                     | Krediterad som  | Krediterad som | Krediterad som | Noter                                                  |
| År        | Titel                     | Manusförfattare | Regissör       | Producent      | Noter                                                  |
| --------- | ------------------------- | --------------- | -------------- | -------------- | ------------------------------------------------------ |
| 1989–1990 | Roseanne                  | Ja              |                |                | Manusförfattare, Story editor                          |
| 1990      | Parenthood                | Ja              |                | Ja             | medproducent                                           |
| 1997–2003 | Buffy och vampyrerna      | Ja              | Ja             | Ja             | skapare, exekutiv producent                            |
| 1999–2004 | Angel                     | Ja              | Ja             | Ja             | medskapare, exekutiv producent                         |
| 2002      | Firefly                   | Ja              | Ja             | Ja             | skapare, exekutiv producent                            |
| 2004      | Buffy the Animated Series | Ja              |                | Ja             | medskapare, exekutiv producent                         |
| 2007      | The Office                |                 | Ja             |                | Regisserat episoderna: "Business School" "Branch Wars" |
| 2009–2010 | Dollhouse                 | Ja              | Ja             | Ja             | creator, exekutive producer                            |
| 2010      | Glee                      |                 | Ja             |                | Regisserat episoden: "Dream On"                        |
| 2013-     | Agents of S.H.I.E.L.D.    | Ja              |                | Ja             | medskapare, exekutiv producent                         |

| År   | Titel                          | Krediterad som  | Krediterad som | Krediterad som | Noter                                             |
| År   | Titel                          | Manusförfattare | Regissör       | Producent      | Noter                                             |
| ---- | ------------------------------ | --------------- | -------------- | -------------- | ------------------------------------------------- |
| 2005 | R. Tam sessions                | Ja              | Ja             | Ja             | cameoroll                                         |
| 2008 | Dr. Horrible's Sing-Along Blog | Ja              | Ja             | Ja             | medskapare, exekutiv producent samt musikskrivare |